# Geriatrie-Zentrum Haus Berge

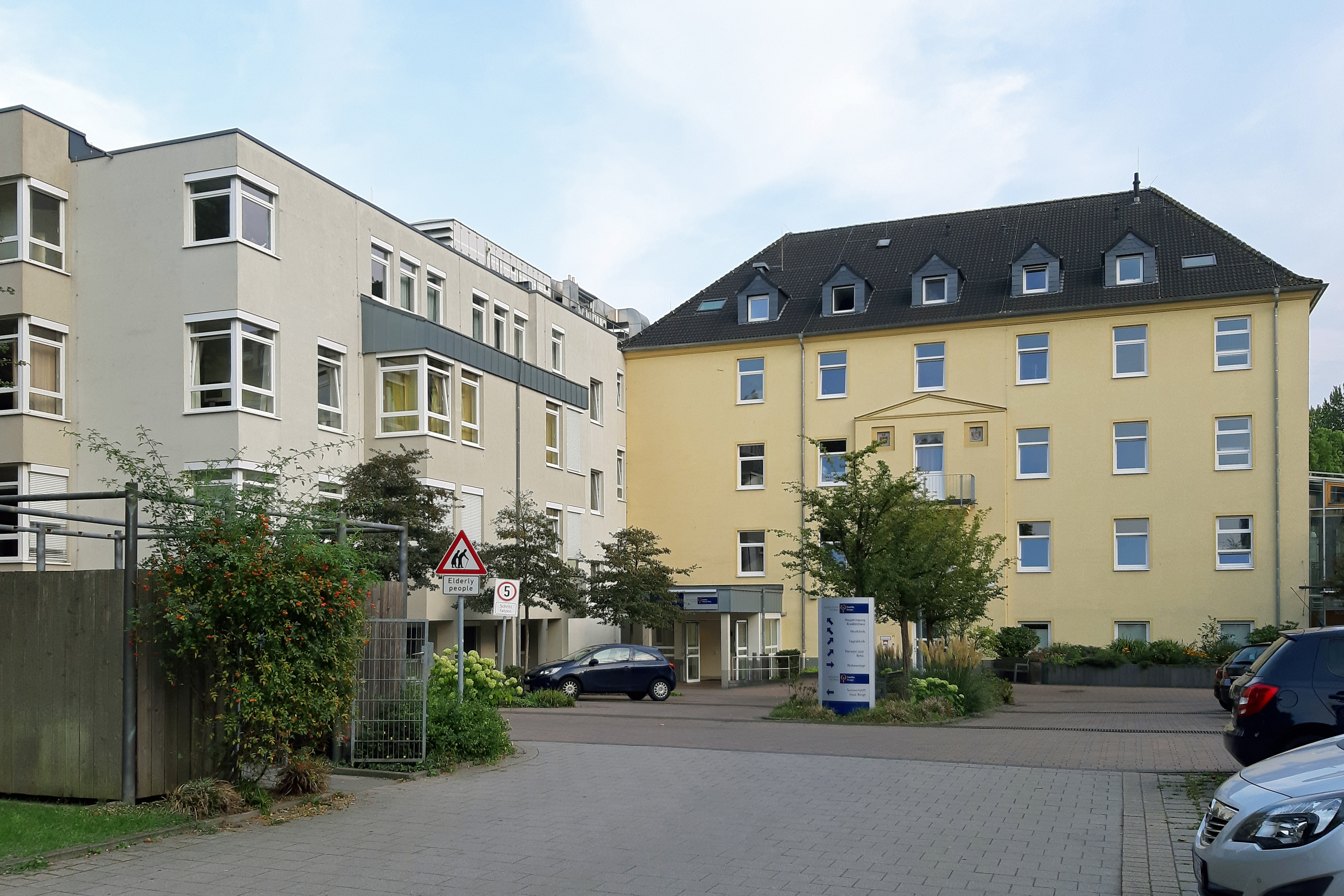
Geriatrie-Zentrum Haus Berge

Das Geriatrie-Zentrum Haus Berge befindet sich auf dem Gelände der abgegangenen Wasserburg Haus Berge im Essener Stadtteil Bochold. Es war zunächst eine Außenstelle der Klinik für Geriatrie des Elisabeth-Krankenhauses in Huttrop und gehört heute zum Katholischen Klinikum Essen. Träger ist die Gruppe Contilia. 

## Geschichte
Die Barmherzigen Schwestern von der Heiligen Elisabeth erwarben 1867 das ehemalige Rittergut Haus Berge und wandelten es in ein Krankenhaus um. Im Zweiten Weltkrieg wurde die Anlage zerstört. 
In den 1950er Jahren wurde ein vierstöckiges Krankenhaus als Außenstelle des Elisabeth-Krankenhauses neu errichtet und in den folgenden Jahren mehrfach umgebaut. 1983 baute man eine Spezialabteilung der Inneren Altersmedizin unter der Leitung von Hans Georg Nehen auf. Neben der Akutklinik zählen hierzu eine Tagesklinik und die Memory-Clinic.
2005 entstand auf dem Gelände das Seniorenstift Haus Berge mit 81 Plätzen. Ferner entstanden 51 behinderten- und seniorengerechte Altenwohnungen für Betreutes Wohnen. Sie zählen ebenfalls zur Gruppe Contilia.